# Jos Van Oosterwyck
Jos Van Oosterwyck (Mortsel, 26 maart 1949) is een Vlaamse muziekkenner.
Eind jaren 60 was hij diskjockey in verscheidene clubs in Antwerpen. Begin jaren 70 begon hij te werken voor de toenmalige BRT-radio als muzieksamensteller. Hij was een van de mensen (samen met onder andere Jan Schoukens en Paul De Wyngaert) die Studio Brussel uit de grond hebben gestampt.
Begin jaren 80 stond hij mee aan de wieg van Marktrock te Leuven. Ongeveer tezelfdertijd werkte hij mee aan de eerste praatprogramma's van Mike Verdrengh, Met Mike in zee, later kortweg Mike geheten. In die periode bracht hij enkele grote namen uit de internationale muziekwereld naar België. Zijn dj-carrière liet hij zeker niet links liggen. In 1980 ging in een gedeelte van de oude fabrieken van Marie Thumas aan de vaart in Leuven discotheek Manhattan open, op dat moment de grootste club van België. Hij verzorgde daar vanaf de start de muziek. Later ging hij aan de slag als creatief directeur van de club die ook als concertzaal fungeerde.
In 1989 maakte hij samen met onder andere Mike Verdrengh en Guido Depraetere de overstap naar VTM. Daar stond hij aan de basis van successen als bijvoorbeeld Tien Om Te Zien. Hij maakte ook een paar seizoenen deel uit van de jury in De Soundmixshow. Tot op de dag van vandaag blijft hij muzikaal adviseur van de zender.
Sinds enige jaren is hij ook verantwoordelijk voor de programmatie van de Special-editie van Beleuvenissen.